# ホンダ・ジョーカー
ジョーカー (Joker) は、本田技研工業がかつて製造販売したオートバイである。

## 概要
1988年から製造販売されていたA-AF20型リード・HF05型リード90と多くのコンポーネンツを共用する姉妹車として1996年から製造販売されたアメリカンタイプのスクーターである。
海外向け輸出仕様もヨーロッパ向けに同社のアメリカンモデルブランドShadowシリーズのShadow50・Shadow90として販売された。
日本国内仕様は1998年10月施行の平成10年自動車排出ガス規制に対応させなかったことから継続車生産期限となる1999年8月で、ヨーロッパ向け輸出仕様も2000年までに生産終了となった。

## 車両解説
車名ならびに型式名は、原動機付自転車モデルがジョーカー/A-AF42、小型自動二輪車モデルがジョーカー90/HF09である。
アンダーボーンフレームに排気量49㏄のAF42型もしくは89㏄のHF05E型の強制空冷2ストロークピストンリードバルブ単気筒エンジンを搭載し、Vベルト式無段変速機により動力伝達を行う。
車体は、全長x全幅x全高：1.885x0.935x1.060（m）と50・90㏄クラスのスクーターとしては大柄であり、なめらかな曲線で構成されたサイドビューとワイドタイプのプルバックハンドルを採用し、各所にメッキパーツを多用するなどアメリカンタイプを意識したものである。
サスペンションは前輪ボトムリンク/後輪ユニットスイングとし、ブレーキは前輪油圧式シングルディスク/後輪機械式リーディングトレーリング、タイヤサイズは前後とも100/90-10とジョーカー・ジョーカー90共通である。
シート下にはハーフタイプのメットインスペースを設置するほか、ジョーカー90は2人乗りのためダブルシートならびにタンデムステップを装備するほか、クルーザーイメージのシーシーバーをオプション設定する。

### 諸元
| 車名                 | ジョーカー                                    | ジョーカー90                                  |                |                |
| 型式                 | A-AF42                                        | HF09                                          |                |                |
| 全長x全幅x全高（m）  | 1.885x0.935x1.060                             | 1.885x0.935x1.060                             |                |                |
| ホイールベース（m）  | 1.200                                         | 1.200                                         |                |                |
| 最低地上高（m）      | 0.110                                         | 0.110                                         |                |                |
| シート高（m）        | 0.695                                         | 0.695                                         |                |                |
| 乾燥重量（kg）       | 84                                            | 89                                            |                |                |
| 整備重量（kg）       | 89                                            | 94                                            |                |                |
| 定地走行燃費         | 49km/L（30km/h）                              | 39km/L（60km/h）                              |                |                |
| エンジン             | 強制空冷2ストロークピストンリードバルブ単気筒 | 強制空冷2ストロークピストンリードバルブ単気筒 |                |                |
| エンジン型式名       | AF20E                                         | HF05E                                         |                |                |
| 総排気量             | 49cc                                          | 89cc                                          |                |                |
| 内径x行程（mm）      | 39.0x41.4                                     | 48.0x49.6                                     |                |                |
| 圧縮比               | 6.9                                           | 6.2                                           |                |                |
| 最高出力             | 4.9ps/5,750rpm                                | 8.2ps/6,500rpm                                |                |                |
| 最大トルク           | 0.62kg-m/5,500rpm                             | 0.96kg-m/6,500rpm                             |                |                |
| 点火方式             | CDIマグネット                                 | CDIマグネット                                 |                |                |
| 燃料供給             | キャブレター                                  | キャブレター                                  |                |                |
| 始動方式             | セルフ（キック併用）                          | セルフ（キック併用）                          |                |                |
| 潤滑方式             | 分離潤滑式                                    | 分離潤滑式                                    |                |                |
| 潤滑油容量           | 1.4L                                          | 1.4L                                          |                |                |
| 燃料タンク容量       | 5.8L                                          | 5.8L                                          |                |                |
| クラッチ             | 乾式多板シュー                                | 乾式多板シュー                                | 乾式多板シュー | 乾式多板シュー |
| 変速方式             | 無段変速                                      | 無段変速                                      |                |                |
| フレーム形式         | アンダーボーン                                | アンダーボーン                                |                |                |
| サスペンション（前） | ボトムリンク                                  | ボトムリンク                                  |                |                |
| サスペンション（後） | ユニットスイング                              | ユニットスイング                              |                |                |
| キャスター           | 28.0°                                         | 28.0°                                         |                |                |
| トレール             | 81.0mm                                        | 81.0mm                                        |                |                |
| タイヤ（前後）       | 100/90-10 56J                                 | 100/90-10 56J                                 |                |                |
| ブレーキ（前）       | 油圧式シングルディスクブレーキ                | 油圧式シングルディスクブレーキ                |                |                |
| ブレーキ（後）       | 機械式リーディングトレーリング                | 機械式リーディングトレーリング                |                |                |
| 標準現金価格         | \238,000                                      | \258,000                                      |                |                |
| 年間販売目標台数     | 12,000                                        | 8,000                                         |                |                |
| -------------------- | --------------------------------------------- | --------------------------------------------- | -------------- | -------------- |

### 遍歴
1996年7月17日発表 ジョーカーを同年8月30日発売
- 車体色は以下の3色を設定
  - █マックスシルバーメタリック
  - █ブラック
  - █キャンディメープルレッド

1996年9月25日発表 ジョーカー90を同年10月23日発売
- 車体色はジョーカーと同じ

1997年5月
- 限定発売で特別仕様車を追加

1997年12月10日発表 同月24日発売
- 車体色変更のマイナーチェンジを実施
  - 追加：█パールシャーウッドグリーン
  - 廃止：█キャンディメープルレッド

1999年8月31日
- 日本国内向け仕様生産終了

2000年
- ヨーロッパ向け輸出仕様生産終了